# Belle Dormant
Pour plus de détails, voir Fiche technique et Distribution.
Belle Dormant est une comédie dramatique française réalisée par Adolfo Arrieta, sortie en 2016.

## Fiche technique
- Titre : Belle Dormant
- Réalisation : Adolfo Arrieta
- Scénario : Adolfo Arrieta
- Musique : Benjamin Esdraffo et Martin Ronan
- Montage : Adolfo Arrieta
- Photographie : Thomas Favel
- Décors : Erwan Le Floc'h
- Costumes : Justine Pearce
- Producteur : Eva Chillon et Nathalie Trafford
- Production : Paraiso Production Diffusion, Pomme Hurlante Films et Hellfish Producciones
- Distribution : Capricci Films
- Pays d'origine :  France
- Durée : 82 minutes
- Genre : comédie dramatique
- Dates de sortie :
  - Argentine : 19 novembre 2016
  - France : 13 décembre 2016 ; 18 janvier 2017

## Distribution
- Niels Schneider : le prince Egon de Létonia
- Agathe Bonitzer : Gwendoline et Maggie Jerkins
- Mathieu Amalric : Gérard Illinski, le précepteur
- Tatiana Verstraeten : la princesse Rosemunde
- Ingrid Caven : la méchante fée
- Serge Bozon : le roi de Létonia
- Andy Gillet : le roi de Kentz
- Nathalie Trafford : la reine de Kentz
- Isabelle Regnier : la première fée
- Fleur Albert : la troisième fée
- Olivier de Narnaud : Hervé, l'ami chanteur d'Egon